# تي أويرا
 في الأساطير الماورية، تي أويرا Te Uira هو تجسيد للصواعق، وجد أجداد الوهايتري (ريد 1963: 158). طفل تي أويرا، تي كانابو، جد الوهايتري، وهو كذلك تجسيد للصواعق.